# Taloje Panchnad
Taloje Panchnad (o Taloje Budrukh, Taloje, Taloja) è una suddivisione dell'India, classificata come census town, di 10.858 abitanti, situata nel distretto di Raigad, nello stato federato del Maharashtra. In base al numero di abitanti la città rientra nella classe IV (da 10.000 a 19.999 persone).

## Geografia fisica
La città è situata a 19° 4' 60 N e 73° 4' 60 E e ha un'altitudine di 13 m s.l.m..

## Società

### Evoluzione demografica
Al censimento del 2001 la popolazione di Taloje Panchnad assommava a 10.858 persone, delle quali 5.903 maschi e 4.955 femmine. I bambini di età inferiore o uguale ai sei anni assommavano a 1.909, dei quali 1.014 maschi e 895 femmine. Infine, coloro che erano in grado di saper almeno leggere e scrivere erano 7.358, dei quali 4.336 maschi e 3.022 femmine.